# Danh sách loại đạn của pháo nòng trơn 125mm
Sau đây là danh sách của các loại đạn được sử dụng bởi các loại pháo nòng trơn điển hình dùng trên T-64,T-72,T-80,M-84,T-90,PT-91,T-14 Armata, Pháo tự hành chống tăng Sprut

## Đạn xuyên giáp động năng APFSDS-T
Đạn xuyên giáp dưới cỡ có cánh ổn định + vạch đường là các loại đạn thường được sử dụng bởi các loại tăng hiện đại

### 3VBM3/3BM9/10
Sử dụng từ năm 1962
- Xuất xứ: Liên Xô
- Chiều dài thanh xuyên: 410 mm 10: 1 L/d
- Khối lượng (Bao gồm guốc giảm cỡ nòng): 5.67 kg
- Trọng lượng: 3.6 kg
- Sơ tốc đầu nòng: 1800 m/s
- Động năng đầu nòng: 5.8 MJ
- Sức xuyên: 329 mm ở góc va chạm 0° tại cự ly 10 m, 186 mm ở góc va chạm 60° tại cự ly 10 m, (động năng ở 2000 m là 4.2 MJ)

### 3VBM6/3BM12/13
Sử dụng từ năm 1968
- Xuất xứ: Liên Xô
- Chiều dài thanh xuyên: 410 mm 10: 1 L/d
- Khối lượng (Bao gồm guốc giảm cỡ nòng): 5.67 kg
- Trọng lượng: 3.6 kg
- Sơ tốc đầu nòng: 1800 m/s
- Động năng đầu nòng: 5.8 MJ
- Sức xuyên: 280 mm ở góc va chạm 0° tại cự ly 10 m,110 mm ở góc va chạm 60° tại cự ly 10 m, (động năng ở 2000 m là 4.2 MJ)

### 3VBM7/3BM15/16
Sử dụng từ năm 1972
- Xuất xứ: Liên Xô
- Chiều dài thanh xuyên: 435 mm 12: 1 L/d
- Khối lượng (Bao gồm lõi xuyên): 5,9 kg (bao gồm lõi xuyên nặng 0,26 kg)
- Sơ tốc đầu nòng: 1780 m/s
- Động năng đầu nòng: 6,2 MJ
- Sức xuyên: 440 mm ở góc va chạm 0° tại cự ly 10 m, 169 mm ở góc va chạm 60° tại cự ly 10 m[1]

### 3VBM8/3BM17/18
Sử dụng từ năm 1972 là phiên bản xuất khẩu của 3VBM7/3BM15/16
- Xuất xứ: Liên Xô
- Chiều dài thanh xuyên: 430 mm 12: 1 L/d
- Khối lượng (Bao gồm guốc giảm cỡ nòng): 5.9 kg
- Khối lượng: 3.9 kg
- Sơ tốc đầu nòng: 1780 m/s
- Động năng đầu nòng: 6.2 MJ
- Sức xuyên: 420 mm ở góc va chạm 0° tại cự ly 10 m, 150 mm ở góc va chạm 60° tại cự ly 10 m

### 3VBM9/3BM22/23
Sử dụng từ năm 1976
- Xuất xứ: Liên Xô
- Chiều dài thanh xuyên: 400 mm 11: 1 L/d
- Khối lượng (Bao gồm guốc giảm cỡ nòng): 6.55 kg
- Trọng lượng: 4.83 kg
- Sơ tốc đầu nòng: 1785 m/s
- Động năng đầu nòng: 7.0 MJ
- Sức xuyên: 425 mm ở góc va chạm 0° tại cự ly 10 m, 193 mm ở góc va chạm 60° tại cự ly 10 m,

### 3VBM10/3BM29/30
Sử dụng từ năm 1982
- Xuất xứ: Liên Xô
- Chiều dài thanh xuyên: 450 mm 12: 1 L/d
- Khối lượng (Bao gồm guốc giảm cỡ nòng): 6.55 kg
- Trọng lượng: 4.85 kg
- Sơ tốc đầu nòng: 1700 m/s
- Động năng đầu nòng: 7.0 MJ
- Sức xuyên: 430 mm ở góc va chạm 0° tại cự ly 10 m, 210 mm ở góc va chạm 60° tại cự ly 10 m

### 3VBM11/3BM26/27
Sử dụng từ năm 1983
- Xuất xứ: Liên Xô
- Chiều dài thanh xuyên: 395 mm 11: 1 L/d
- Khối lượng (Bao gồm guốc giảm cỡ nòng): 7.05 kg
- Trọng lượng: 4.8 kg
- Sơ tốc đầu nòng: 1720 m/s
- Động năng đầu nòng: 7.5 MJ
- Sức xuyên: 410  mm ở góc va chạm 0° ở 2000m, 200 mm ở góc va chạm 60° tại cự ly 10 m

### 3VBM13/3BM32/33
Sử dụng năm 1985
- Xuất xứ: Liên Xô
- Chiều dài thanh xuyên: 380mm  13: 1 L/d
- Khối lượng (Bao gồm guốc giảm cỡ nòng): 7.05 kg
- Trọng lượng: 4.85 kg
- Sơ tốc đầu nòng: 1700 m/s
- Động năng đầu nòng: 7.0 MJ
- Sức xuyên: 430 mm ở góc va chạm 0° tại cự ly 10 m, 250mm ở góc va chạm 60° tại cự ly 10 m,

### 3VBM17/3BM42 (3BM44 "Mango")
Sử dụng từ năm 1986
- Xuất xứ: Liên Xô
- Chiều dài thanh xuyên: 452 mm 15: 1 L/d
- Khối lượng (Bao gồm guốc giảm cỡ nòng): 7,05 kg
- Trọng lượng: 4,85 kg
- Sơ tốc đầu nòng: 1715 m/s
- Động năng đầu nòng: 7.0 MJ
- Sức xuyên: 406  mm ở góc va chạm 0° tại cự ly 10 m, 235 mm ở góc va chạm 60° tại cự ly 10 m,

### 3VBM19/3BM42M (3BM44M "Lekalo")
Sử dụng từ năm 1994
- Xuất xứ: Nga
- Chiều dài thanh xuyên: 570 mm? 25: 1 L/d
- Khối lượng (Bao gồm guốc giảm cỡ nòng): 6,95 kg
- Trọng lượng: 4,6 kg
- Sơ tốc đầu nòng: 1750 m/s
- Động năng đầu nòng: 5.8 MJ
- Sức xuyên: 551 mm? ở góc va chạm 0° tại cự ly 10 m

### 3VBM20/3BM46 (3BM48 "Svinets")
Sử dụng từ năm 1991
- Xuất xứ: Liên Xô
- Chiều dài thanh xuyên: 546 mm 21,84: 1 L/d
- Khối lượng (Bao gồm guốc giảm cỡ nòng): ? kg
- Trọng lượng: 4,85 kg
- Sơ tốc đầu nòng: 1700 m/s
- Động năng đầu nòng: 7,4 MJ
- Sức xuyên: 532 mm ở góc va chạm 0° tại cự ly 10 m, 308 mm ở góc va chạm 60° tại cự ly 10 m

### 3VBM?/3BM59 (3BM59 "Svinets-1")
Sử dụng năm 2002. Dùng lõi xuyên uranium nghèo (DU).
- Xuất xứ: Nga
- Chiều dài thanh xuyên: 640 mm 28-29: 1 L/d
- Khối lượng (Bao gồm guốc giảm cỡ nòng): 8,8 kg
- Trọng lượng: ?kg
- Sơ tốc đầu nòng: 1650 m/s
- Động năng đầu nòng: 12 MJ
- Sức xuyên: 1000 mm ở góc va chạm 0° tại cự ly 10 m, 350 mm ở góc va chạm 60° tại cự ly 10 m,

### 3VBM?/3BM60 (3BM60 "Svinets-2")
Sử dụng từ năm 2002. Dùng lõi xuyên vonfram
- Xuất xứ: Nga
- Chiều dài thanh xuyên: 640 mm 28-29: 1 L/d
- Khối lượng (Bao gồm guốc giảm cỡ nòng): 8,1 kg
- Trọng lượng: ? kg
- Sơ tốc đầu nòng: 1660 m/s
- Động năng đầu nòng: 12 MJ
- Sức xuyên: 580 mm ở góc va chạm 0° tại cự ly 10 m, 335 mm ở góc va chạm 60° tại cự ly 10 m,

### 3VBM?/3BM69 "Vacuum-1"
Sử dụng từ năm 2005. Dùng lõi xuyên uranium nghèo (DU). Dùng cho pháo 2A82-1M trên T-14 Armata.
- Xuất xứ: Nga
- Chiều dài thanh xuyên: ? mm L/d
- Khối lượng (Bao gồm guốc giảm cỡ nòng): 9,52 kg
- Trọng lượng: ? kg
- Sơ tốc đầu nòng: 2050 m/s???
- Động năng đầu nòng: 15,2 MJ
- Sức xuyên: 850-1000mm ở góc chạm vuông góc tại cự ly 2.000m

### 3VBM?/3BM70 "Vacuum-2"
Sử dụng từ năm 2005. Dùng lõi xuyên uranium nghèo (DU).
- Xuất xứ: Nga
- Chiều dài thanh xuyên: ? mm L/d
- Khối lượng (Bao gồm guốc giảm cỡ nòng): ? kg
- Trọng lượng: ? kg
- Sơ tốc đầu nòng: 2050 m/s
- Động năng đầu nòng: 15 MJ???
- Sức xuyên: 850-900mm ở góc chạm vuông góc tại cự ly 2000m

### 125-I
Đạn sabot thế hệ đầu tiên của Trung Quốc được đưa vào sử dụng từ năm 1993, cũng do Pakistan sản xuất dưới dạng giấy phép.
- Xuất xứ: Trung quốc
- Chiều dài thanh xuyên: 437 mm
- Khối lượng lõi xuyên: 7.37 kg
- Khối lượng (Bao gồm guốc giảm cỡ nòng): 21.3 kg
- Sơ tốc đầu nòng: 1730 m/s
- Động năng đầu nòng: ?
- Sức xuyên: 466 mm ở góc va chạm 0° tại cự ly 10 m, 269 mm ở góc va chạm 60° tại cự ly 10 m,

### DTW-125
Đạn sabot thế hệ thứ hai của Trung Quốc được giới thiệu vào năm 1999. Ban đầu, 125-IIM đóng vai trò là phiên bản xuất khẩu với sơ tốc đầu nòng thấp hơn nhưng với sự ra đời của DTC10-125, DTW-125 đã được xuất khẩu với tên "BTA4".
- Xuất xứ: Trung Quốc
- Chiều dài thanh xuyên: 570 mm 25:1 L/d
- Khối lượng: 21.36 kg
- Projectile weight (không bao gồm guốc giảm cỡ nòng): 4.1 kg
- Sơ tốc đầu nòng: 1730 m/s
- Động năng đầu nòng: ?
- Sức xuyên: 552 mm ở góc va chạm 0° tại cự ly 10 m, 319 mm ở góc va chạm 60° tại cự ly 10 m,

### DTC10-125
Đạn sabot thế hệ thứ ba của Trung Quốc được giới thiệu vào năm 2010 và là đối tượng bị rò rỉ dữ liệu trên diễn đàn War Thunder vào tháng 6 năm 2022 (dữ liệu bị rò rỉ được sử dụng ở đây). Giá trị xuyên giáp này giống hệt với giá trị được hiển thị trên phương tiện truyền thông Tân Hoa Xã, CCTV7.
- Xuất xứ: Trung Quốc
- Chiều dài thanh xuyên: 665 mm
- Khối lượng: ?
- Khối lượng (Bao gồm guốc giảm cỡ nòng): ?
- Sơ tốc đầu nòng: 1770 m/s
- Động năng đầu nòng: ?
- Sức xuyên: 577 mm ở góc va chạm 0° tại cự ly 10 m, 333 mm ở góc va chạm 60° tại cự ly 10 m,

### TAPNA
Được sản xuất bởi Tập đoàn MSM ở Slovakia. Lõi xuyên được làm từ hợp kim vonfram.
- Xuất xứ: Slovakia
- Chiều dài thanh xuyên: 610mm
- Khối lượng: 20 kg
- Khối lượng (Bao gồm guốc giảm cỡ nòng): 7.15 kg
- Sơ tốc đầu nòng: 1690 m/s
- Động năng đầu nòng: ?
- Sức xuyên: 509 mm ở góc va chạm 0° tại cự ly 10 m, 294 mm ở góc va chạm 60° tại cự ly 10 m,

## Đạn nổ lõm ổn định bằng cánh đuôi HEAT-FS

### 3VBK7/3BK12
Sử dụng từ năm 1962
- Xuất xứ: Liên Xô
- Chiều dài thanh xuyên: 680mm
- Khối lượng: 19 kg
- Độ phân tán tối đa: 0.21 mil (0.21 mrad)
- Sơ tốc đầu nòng: 905 m/s
- Charge: shaped charge, steel liner, A-IX-1 (RDX phlegmatized with 5% wax), I-238 detonator
- Sức xuyên: 420 mm RHA ở góc va chạm 0 °

#### 3BK12M
Entered service 1968. Uses improved 3V-15 detonator.
- Xuất xứ: Liên Xô

### 3VBK10/3BK14
Entered service 1968.
- Xuất xứ: Liên Xô
- Chiều dài thanh xuyên: 680 mm
- Khối lượng: 19 kg
- Độ phân tán tối đa: 0.21 mil (0.21 mrad)
- Sơ tốc đầu nòng: 905 m/s
- Charge: shaped charge, steel liner, phlegmatized 75% HMX, 25% TNT; 3V-15 detonator
- Charge weight: 1.62 kg
- Sức xuyên: 450 mm RHA ở góc va chạm 0 °

#### 3BK14M
3BK14M round
Improved version, replacing steel liner with a copper liner.

### 3VBK16/3BK18
Entered service estimated 1975.
- Xuất xứ: Liên Xô
- Khối lượng: 29.0 kg
- Chiều dài thanh xuyên: 680 mm
- Khối lượng: 19 kg
- Độ phân tán tối đa: 0.21 mil (0.21 mrad)
- Sơ tốc đầu nòng: 905 m/s
- Charge: shaped charge, copper liner, phlegmatized 75% HMX, 25% TNT; 3V-15 detonator
- Sức xuyên: 500 mm RHA ở góc va chạm 0 °

#### 3BK18M
Improved warhead. Entered service estimated 1978. Introduced wave-shaping booster.
- Xuất xứ: Liên Xô
- Khối lượng: 19.02 kg
- Sơ tốc đầu nòng: 905 m/s
- Sức xuyên: 550 mm RHA ở góc va chạm 0 °

### 3VBK17/3BK21
Entered service estimated 1980. Enhancements to improve reliability of the copper jet formation.
- Xuất xứ: Liên Xô
- Chiều dài thanh xuyên: 680 mm
- Khối lượng: 19 kg
- Độ phân tán tối đa: 0.21 mil (0.21 mrad)
- Sơ tốc đầu nòng: 905 m/s
- Charge: shaped charge, copper liner, phlegmatized 75% HMX, 25% TNT; 3V-15 detonator
- Sức xuyên: 550 mm RHA ở góc va chạm 0 °

#### 3BK21B
Entered service estimated 1982. Depleted uranium Liner to enhance Sức xuyên of advanced composite armours like Chobham.
- Xuất xứ: Liên Xô
- Chiều dài thanh xuyên: 680 mm
- Khối lượng: 19 kg
- Sơ tốc đầu nòng: 905 m/s
- Sức xuyên: 750 mm RHA ở góc va chạm 0 °

### 3VBK21/3BK25
Entered service estimated 1985.
- Xuất xứ: Liên Xô
- Sơ tốc đầu nòng: 905 m/s

### 3VBK25/3BK29
A 3BK29 HEAT round
Entered service estimated 1988.
- Xuất xứ: Liên Xô
- Khối lượng: 28.4 kg
- Chiều dài thanh xuyên: 680 mm
- Khối lượng: 18.4 kg
- Sơ tốc đầu nòng: 915 m/s
- Sức xuyên: 350mm to 400mm RHA ở góc va chạm 60 degree tandem charge

#### 3VBK27?/3BK29M
First seen publicly in 1998. Reportedly a triple charge warhead.
- Xuất xứ: Russia
- Khối lượng: 18.4 kg
- Charge weight: 1.62 kg
- Sơ tốc đầu nòng: 915 m/s
- Sức xuyên: Estimated at 800 mm triple charge HEAT

## Đạn nổ mạnh HE-FRAG-FS

### 3VOF22/3OF19
A OF-19 HE-FRAG projectile.
Entered service in 1962. Uses the 3V-21 detonator (mass = 0.431 kg, reliability = 0.98). The 90% lethal zone for infantry is reported to be 40 m wide and 20 m deep.
- Xuất xứ: Liên Xô
- Khối lượng: 33.0 kg
- Khối lượng: 23.0 kg
- Sơ tốc đầu nòng: 850 m/s
- Độ phân tán tối đa: 0.23 mil (0.23 mrad)
- Charge weight: 3.148 kg
- Charge: TNT

### 3VOF36/3OF26[edit source]
A 3OF26 HE-FRAG round.
Entered service in 1970. Uses the 3V-21 detonator (mass = 0.431 kg, reliability = 0.98). The projectile creates between 600 and 2,000 fragments.
- Xuất xứ: Liên Xô
- Khối lượng: 33.0 kg
- Khối lượng: 23.0 kg
- Sơ tốc đầu nòng: 850 m/s
- Độ phân tán tối đa: 0.23 mil (0.23 mrad)
- Charge weight: 3.4 kg
- Charge: A-IX-2 (73% RDX, 23% aluminium powder, phlegmatized with 4% wax) 3.4 kg

### 3VOF128/3OF82[edit source]
Entered service in 2014. Uses the 3VM-18 programmable detonator. The projectile contained 450 tungsten rod every weight 3 gram and creates 2,500 fragments when air burst mode set.Air burst mode for use against infantry,light vehicles and helicopters, delayed mode use against bunkers and other constructions.
- Xuất xứ: Russia
- Khối lượng: 33.0 kg
- Khối lượng: 23.0 kg
- Sơ tốc đầu nòng: 850 m/s
- Độ phân tán tối đa: 0.23 mil (0.23 mrad)
- Charge weight: 3.0 kg
- Charge: A-IX-2 (73% RDX, 23% aluminium powder, phlegmatized with 4% wax) 3.0 kg